# Strobilanthes sylvestris
Strobilanthes sylvestris är en akantusväxtart som beskrevs av Ridley. Strobilanthes sylvestris ingår i släktet Strobilanthes och familjen akantusväxter. Inga underarter finns listade i Catalogue of Life.